# Selves
Die Selves ist ein Fluss in Frankreich, der im Département Aveyron in der Region Okzitanien verläuft. Sie entspringt in der Landschaft Aubrac im Gemeindegebiet von Laguiole, entwässert generell in westlicher Richtung durch den Regionalen Naturpark Aubrac und mündet nach insgesamt rund 45 Kilometern im Gemeindegebiet von Campouriez im Rückstau der Barrage de Cambeyrac als linker Nebenfluss in die Truyère. Auf ihrem Weg wird die Selves selbst zweimal aufgestaut (Lac de Barrage des Galens, Lac de la Selves) und nimmt auch ihren rechten Nebenfluss Selvet in Form eines Stausees (Lac de Maury) auf.

## Orte am Fluss
(Reihenfolge in Fließrichtung)
- Laguiole
- Soulages-Bonneval
- La Cassagne, Gemeinde Campouriez